# Автошлях Т 0812
Автошля́х Т 0812 — автомобільний шлях територіального значення у Запорізькій області і проходить територією Пологівського та Василівського районів через Оріхів — Лугове — перетин М18E105. Загальна довжина — 37,3 км.

## Маршрут
Автошлях проходить через населені пункти:
| Автошлях Т 0812    |           |
| Запорізька область |           |
| Пологівський район |           |
| Оріхів             | Т 0408Н08 |
| Новоандріївка      |           |
| Щербаки            |           |
| Василівський район |           |
| Малі Щербаки       |           |
| Степове            |           |
| П'ятихатки         |           |
| Жереб'янки         |           |
| Лугове             |           |
| перетин з М18E105  |           |